# Yvonne Fair
Flora Yvonne Fair Strain (Richmond, 21 de outubro de 1942 – Las Vegas, 6 de março de 1994), conhecida artisticamente como Yvonne Fair, foi uma cantora estadunidense.
Yvonne Fair começou a carreira como membro do grupo The Chantels. No começo dos anos 70 assinou com a Motown. Em 1975 lançou "It Should Have Been Me", uma balada soul/disco que chegou em modesto lugar nas paradas. Essa música está na trilha sonora do filme O Diário de Bridget Jones e conta a história de uma garota que vai ao casamento de seu grande amor com outra mulher.